# جوادخانلی
جوادخانلی (به ترکی آذربایجانی: Cavadxanlı) یک منطقه مسکونی در جمهوری آذربایجان است که در شهرستان ایمیشلی واقع شده‌است. جوادخانلی ۱۰۹۷ نفر جمعیت دارد.